# R. F. Kuang
Œuvres principales
- La Guerre du pavot
- Babel
- "YELLOWFACE"

Rebecca F. Kuang (en chinois simplifié : 匡灵秀 ; chinois traditionnel : 匡靈秀 ; pinyin : Kuāng Líng Xiù), plus connue sous le nom de R. F. Kuang, née le 29 mai 1996 à Canton dans la province du Guangdong en Chine, est une autrice sino-américaine de fantasy et de fiction contemporaine. Elle est notamment l'auteur de la trilogie La Guerre du pavot, inspirée de la Seconde guerre sino-japonaise et de la dynastie Song.

## Biographie

### Enfance
R. F. Kuang nait à Canton, en Chine. Mais son père a depuis longtemps le projet de déménager avec sa famille aux États-Unis. C'est donc à l'âge de quatre ans que R. F. Kuang part pour Dallas.
Le père de R. F. Kuang grandit à Leiyang, dans la province du Hunan. Sa famille paternelle a vécu la conquête de l'armée japonaise dans le Hunan. De son côté, la mère de R. F. Kuang grandit sur l'île de Hainan et son grand-père maternel s'est battu pour Tchang Kaï-chek.
R. F. Kuang grandit au Texas, dans une famille littéraire. Son père, un lecteur vorace, lit également beaucoup de livres à sa fille. Il lit en anglais, ce qui permet à R. F. Kuang d'apprendre la langue. Dans le cadre d'un programme de son école primaire, à dix ans, elle soumet une histoire de dix pages, Liberty or Death, sur un soldat combattant les Britanniques pendant la révolution américaine.
R. F. Kuang est diplômée de la Greenhill School, une école privée de Dallas, en 2013.

### Carrière universitaire
En 2013, R. F. Kuang intègre l'université de Georgetown, où elle se spécialise en histoire internationale. Elle étudie plus précisément l'histoire de l'Asie : ses recherches portent sur la stratégie militaire chinoise, le traumatisme collectif et les monuments aux morts. Elle est diplômée en juin 2018,. Elle passe l'été après l'obtention de son diplôme à animer un camp de débat dans le Colorado sur le thème de la révolution.
Parallèlement, R. F. Kuang commence à écrire. Elle est diplômée de l'atelier d'écriture Odyssey en 2016 et assiste à l'atelier d'écriture de romans de la CSSF en 2017.
R. F. Kuang fréquente ensuite le Magdalene College de l'Université de Cambridge en tant que récipiendaire de la bourse Marshall 2018, où elle obtient une maîtrise en philosophie en études chinoises,.
En 2019, elle étudie à l'université d'Oxford et reçoit une maîtrise en études chinoises contemporaines. Elle est parallèlement traductrice professionnelle de fiction chinoise.
En automne 2020, elle retourne aux États-Unis pour mener un doctorat en langues et littératures d'Asie de l'Est à l'université Yale qu'elle poursuit encore en 2023. R. F. Kuang ne souhaite pas être romancière à plein temps parce qu'elle aime enseigner et qu'elle a besoin de continuer à apprendre pour écrire de manière plus pertinente.

### Carrière littéraire

#### La trilogieLa Guerre du pavot
R. F. Kuang se spécialise d'abord dans la fantasy épique, un genre défini par des décors et des intrigues fictifs, des personnages et des thèmes à caractère épique. Au cours de ses études à l'université de Georgetown, alors qu'elle est âgée de 19 ans, elle profite d'une année sabbatique réalisée en Chine, où elle travaille à temps partiel comme coach de débat et dispose donc de temps libre, pour commencer à écrire son premier roman La Guerre du pavot, une fantaisie militaire chinoise. Le livre tire son intrigue de la Chine du milieu du XXe siècle, relatant un conflit basé sur la Seconde Guerre sino-japonaise qu'a vécue sa famille, et une atmosphère inspirée par la dynastie Song,,. R. F. Kuang rédige le roman en trois mois.
La Guerre du pavot est finalement publié par Harper Voyager en 2018 et il est le premier livre de la trilogie La Guerre du pavot. R. F. Kuang est alors âgée de 22 ans,. La Guerre du pavot reçoit des critiques principalement favorables : Publishers Weekly l'indique comme étant « un lancement fort et dramatique de la carrière de Kuang » et il est nommé pour le World Fantasy Award 2019 du meilleur roman,. Le roman obtient plusieurs prix : le BooktubeSFF Award du premier roman, le prix Crawford et le prix Compton-Crook,,.
Sorti en 2019, The Dragon Republic est la suite de La Guerre du pavot. L'empire Nikan commence à s'effondrer à cause des luttes intestines et le retour des Hesperians. Le critique de Fantasy Book Review écrit : « Kuang excelle à semer le chaos émotionnel tout en offrant une puissante méditation sur la guerre et la survie ». Publishers Weekly déclare de son côté que « Kuang apporte de l'éclat à cette suite de fantaisie militaire revigorante et complexe de La Guerre du pavot ».
En octobre 2020, ses deux premiers livres de la trilogie La Guerre du pavot sont inclus dans The 100 Best Fantasy Books of All Time de Time Magazine (le troisième tome n'était pas disponible lorsque l'article est publié),. En décembre 2020, Starlight Media, la filiale cinématographique américaine du groupe chinois Starlight Culture Entertainment Group, acquiert les droits d'adaptation de la trilogie La Guerre du pavot pour la télévision.
Sorti en 2020, The Burning God est la suite de The Dragon Republic et la conclusion de la série La Guerre du pavot. L'héroïne Rin combat les forces qui ont déchiré son pays dans une guerre civile. Un critique de The Fantasy Hive écrit : « The Burning God est un triomphe. La conclusion de Rebecca Kuang à sa première trilogie, La Guerre du pavot, témoigne de son évolution en tant qu'écrivain ».

#### Babel
En mai 2021, R. F. Kuang annonce la sortie en août 2022 de son quatrième roman, Babel, publié chez Harper Voyager. Babel se déroule dans l'Angleterre des années 1830. Elle y aborde les thèmes du colonialisme, de l'identité et de la langue. Au cours de la deuxième semaine de septembre 2022, Babel fait ses débuts à la première place de la liste des meilleures ventes du New York Times pour la fiction à couverture rigide. Il tombe à la neuvième place la semaine suivante avant de disparaître de la liste à la fin du mois,,. Le livre obtient le prix Nebula du meilleur roman 2022 et le prix Locus du meilleur roman de fantasy 2023.
Alors que le roman faisait partie des favoris pour le prix Hugo du meilleur roman, il n'a pas fait partie de la sélection. Quelques mois plus tard, la publication des votes du public révèle que le livre a été disqualifié, bien qu'il ait obtenu assez de voix pour faire partie des finalistes,. Diane Lacey, une des administratrices du prix, finit par avouer qu'il s'agit d'une censure politique : en 2023 le prix était remis à Chengdu et l'organisation a choisi d'écarter les auteurs ou les œuvres pouvant déplaire au gouvernement chinois.
Elle a eu recours à des « sensitivity readers », des personnes relisant un ouvrage selon des positionnement identitaires différents, pour la rédaction de Babel, expérience qu'elle juge positive.

#### Yellowface
En octobre 2021, R. F. Kuang annonce que son cinquième roman, Yellowface, sera publié en 2023. William Morrow, qui a préempté les droits mondiaux en anglais conjointement avec Borough Press, la maison d'édition de HarperCollins UK, déclare que Yellowface suit « un auteur blanc qui vole un manuscrit non publié, écrit par un romancier américain d'origine asiatique qui a eu plus de succès et est mort dans un étrange accident, et qui le publie comme s'il était le sien ». Le titre du roman, Yellowface, fait référence à la pratique de l'industrie cinématographique du yellowface durant laquelle les acteurs blancs sont utilisés pour représenter des personnages asiatiques, similaire au blackface. Contrairement à ses romans précédents appartenant au genre fantastique, ce livre, à la fois thriller et satire sur le milieu de l'édition, est la première incursion de R. F. Kuang dans le genre de la fiction contemporaine.
Au cours de la dernière semaine de mai 2023, Yellowface fait ses débuts à la huitième place de la liste des best-sellers du Los Angeles Times pour la fiction à couverture rigide.  Au cours de la première semaine de juin 2023, Yellowface fait ses débuts à la cinquième place de la liste des meilleures ventes du New York Times pour la fiction à couverture rigide. Le critique de NPR qualifie le livre de « roman bien exécuté, captivant et rapide sur les nuances du monde de l'édition lorsqu'un auteur est désespéré au point de faire n'importe quoi pour réussir ».

#### Katabasis
En février 2023, R. F. Kuang, tout en travaillant sur son doctorat à Yale, travaille également sur son sixième roman. Elle retourne dans l'univers fantastique puisque c'est l'histoire de deux doctorants magiciens qui voyagent en enfer « pour sauver l'âme de leurs conseillers afin qu'ils puissent écrire leurs lettres de recommandation d'emploi ».

### Vie privée
R. F. Kuang est actuellement fiancée. Elle partage son temps entre New Haven et Boston.

## Œuvres

### SérieLa Guerre du pavot
1. La Guerre du pavot, Actes Sud, coll. « Exofictions », 2020 ((en) The Poppy War, 2018), trad. Yannis Urano, 576 p.  (ISBN 978-2-330-13715-1)Réédition Actes Sud, coll. « Babel » no 1850, 2022, 656 p. (ISBN 978-2-330-17165-0) ; réédition, De Saxus, 2025 (ISBN 978-2-37876-688-7) - Prix Compton-Crook 2019
2. (en) The Dragon Republic, 2019
3. (en) The Burning God, 2020

### Romans indépendants
- Babel, De Saxus, 2023 ((en) Babel: Or the Necessity of Violence, 2022), trad. Michel Pagel, 768 p.  (ISBN 978-2-37876-357-2)Prix Nebula du meilleur roman 2022, prix Locus du meilleur roman de fantasy 2023 et prix Alex 2023
- (en) Yellowface, 2023
- (en) Katabasis, HarperCollins, 2025